# ونبوتل
ونبوتل (به آلمانی: Wennbüttel) یک شهر در آلمان است که در دیمارشن واقع شده‌است. ونبوتل ۸۴ نفر جمعیت دارد.